# Gavarilla
Gavarilla Ruiz & Brescovit, 2006 è un genere di ragni appartenente alla famiglia Salticidae.

## Caratteristiche
Le femmine sono lunghe da 3,5 a 5 millimetri, i maschi non superano i 4 millimetri.

## Distribuzione
Le due specie oggi note di questo genere sono state rinvenute in Brasile: G. arretada nello Stato di Maranhão e la G. iannuzziae nel piccolo Stato del Sergipe.

## Tassonomia
A dicembre 2010, si compone di due specie:
- Gavarilla arretada Ruiz & Brescovit, 2006 — Brasile
- Gavarilla ianuzziae Ruiz & Brescovit, 2006[3] — Brasile